# ويليام إس. تايلور (سياسي)
ويليام إس. تايلور (بالإنجليزية: William S. Taylor)‏ هو سياسي أمريكي، ولد في 1795، وتوفي في 1858. انتخب عضو مجلس نواب ألاباما وانتخب عضو مجلس نواب تكساس وانتخب عضو مجلس نواب مسيسيبي.